# Бережнов (хутор)
Бережнов — упразднённый хутор в Милютинском районе Ростовской области России. На момент упразднения входил в состав Новодмитриевского сельсовета (ныне территория Селивановского сельского поселения. В 1973 году включен в состав хутора Кутейников и исключен из учётных данных.

## География
Хутор располагался на правом берегу реки Средняя (приток реки Берёзовая), ныне представляет собой улицу Бережновка в южной части хутора Кутейников.

## История
По всей видимости выделился из состава хутора Кутейникова в 1926 году, так в списках населённых мест Северо-Кавказского края на 1925 год хутор не упоминается. По данным на 1926 год хутор Бережновский состоял из 33 хозяйств. В административном отношении входил в состав Кутейниковского сельсовета Морозовского района Шахтинско-Донецкого округа Северо-Кавказского края.
Упразднён в 1973 году.

## Население
По данным переписи 1926 года на хуторе проживало 211 человек (104 мужчин и 107 женщин); из которых 98 % населения составляли украинцы; трое мужчин относились к казачьему сословью.